# (34143) Heeric
2000 QE13 (asteroide 34143) é um asteroide da cintura principal. Possui uma excentricidade de 0.10099940 e uma inclinação de 2.32945º.
Este asteroide foi descoberto no dia 24 de agosto de 2000 por LINEAR em Socorro.